# Český Krumlov
Češki Krumlov (češko Český Krumlov (ˈtʃɛskiː ˈkrumlof); nemško Krummau an der Moldau ali Böhmisch Krummau) je mestece z okoli 13.000 prebivalci v Južnočeškem okraju v Republiki Češki. Mesto slovi po lepi arhitekturi v mestnem jedru ter svojem gradu. Staromestno jedro je zaščiteno pod Unescovo svetovno dediščino. Staro mestno jedro so pod Unescovo zaščito uvrstili leta 1992.

## Zgodovina
Po legendi naj bi prišlo ime Krumlov iz nemških besed »Krumme Aue«, kar naj bi se prevedlo kot »ukrivljeni travniki«. Ime naj bi prišlo iz naravne topografije mesta, še posebej zaradi zelo ukrivljene struge reke Vltave. Beseda »Český« enostavno pomeni Češko. V Latinskih dokumentih se pojavlja ime Crumlovia ali Crumlovium. Mesto je bilo prvič omenjeno v dokumentih od leta 1253 dalje, kjer je imel Krumlov ime Chrumbonowe.
Najstarejše naselbine na tem področju naj bi segale v staro kameno dobo (70.000–50.000 pr. n. št.). Večja naselbina se pojavi v bronasti dobi (1.500 pr. n. št.), Keltska naselbina je iz mlajše železne dobe (cca. 400 pr. n. št.) in Slovanska naselbina naj bi bila od 6. stoletja n. št. dalje.

## Galerija
- Pogled na reko Vltavo
- Tipična ulica v starem delu mesta
- Stara Škoda v tipični ulici v Českem Krumlovu
- Pogled na mesto z gradu